# Генуезький метрополітен
Генуезький метрополітен (італ. Metropolitana di Genova) — метрополітен у місті Генуя, Італія. Відкритий у 1990 році до Чемпіонату світу з футболу. На середину 2010-х діють 8 станцій (6 підземних). Використовується стандартна ширина колії та потяги що живляться від повітряної контактної мережі.

## Станції
- «Brin» — естакадна станція з береговими платформами.
- «Dinegro» — підземна.
- «Principe» — підземна.
- «Darsena» — підземна з острівною платформою.
- «San Giorgio» — підземна з острівною платформою.
- «Sant’Agostino-Sarzano» — підземна.
- «De Ferrari» — підземна з береговими платформами.
- «Brignole» — наземна з береговими платформами.

## Історія
У 1982 році почалося будівництво, з перебудови колишнього трамвайного тунелю.

### Хронологія розвитку системи
- 13 червня 1990 — відкрилася початкова ділянка «Brin»—«Dinegro», 2 станції та 2,5 км.
- 27 липня 1992 — розширення на 1 станцію «Principe».
- 7 серпня 2003 — розширення на 2 станції, ділянка «Principe»—«San Giorgio».
- 4 лютого 2005 — розширення на 1 станцію, ділянка «San Giorgio»—«De Ferrari» (без станції «Sarzano/Sant'Agostino»).
- 3 квітня 2006 — на діючі ділянці відкрилася станція «Sarzano/Sant'Agostino».
- 22 грудня 2012 — розширення на 1 станцію «Brignole».

## Галерея

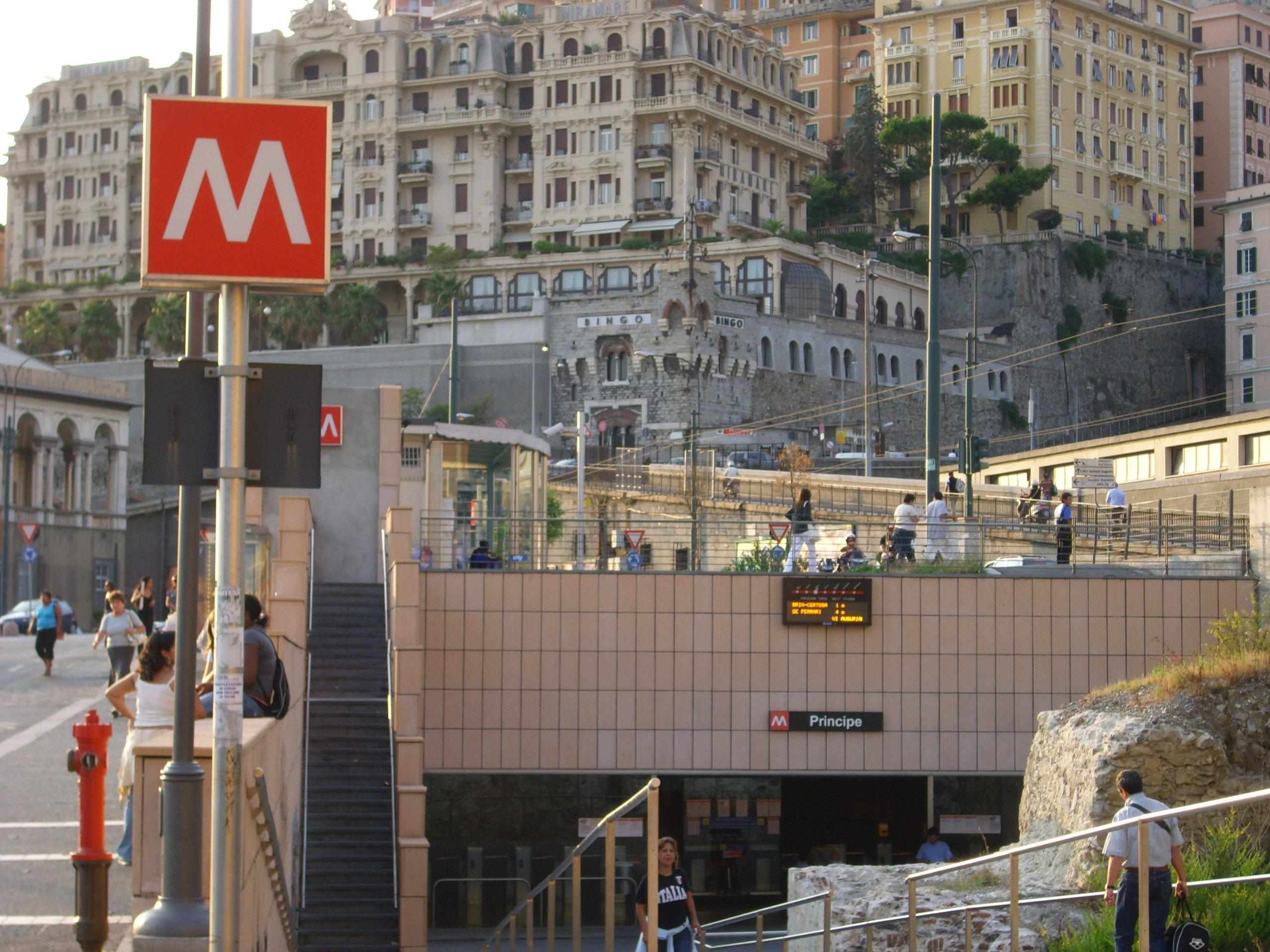
Вихід зі станції «Principe»
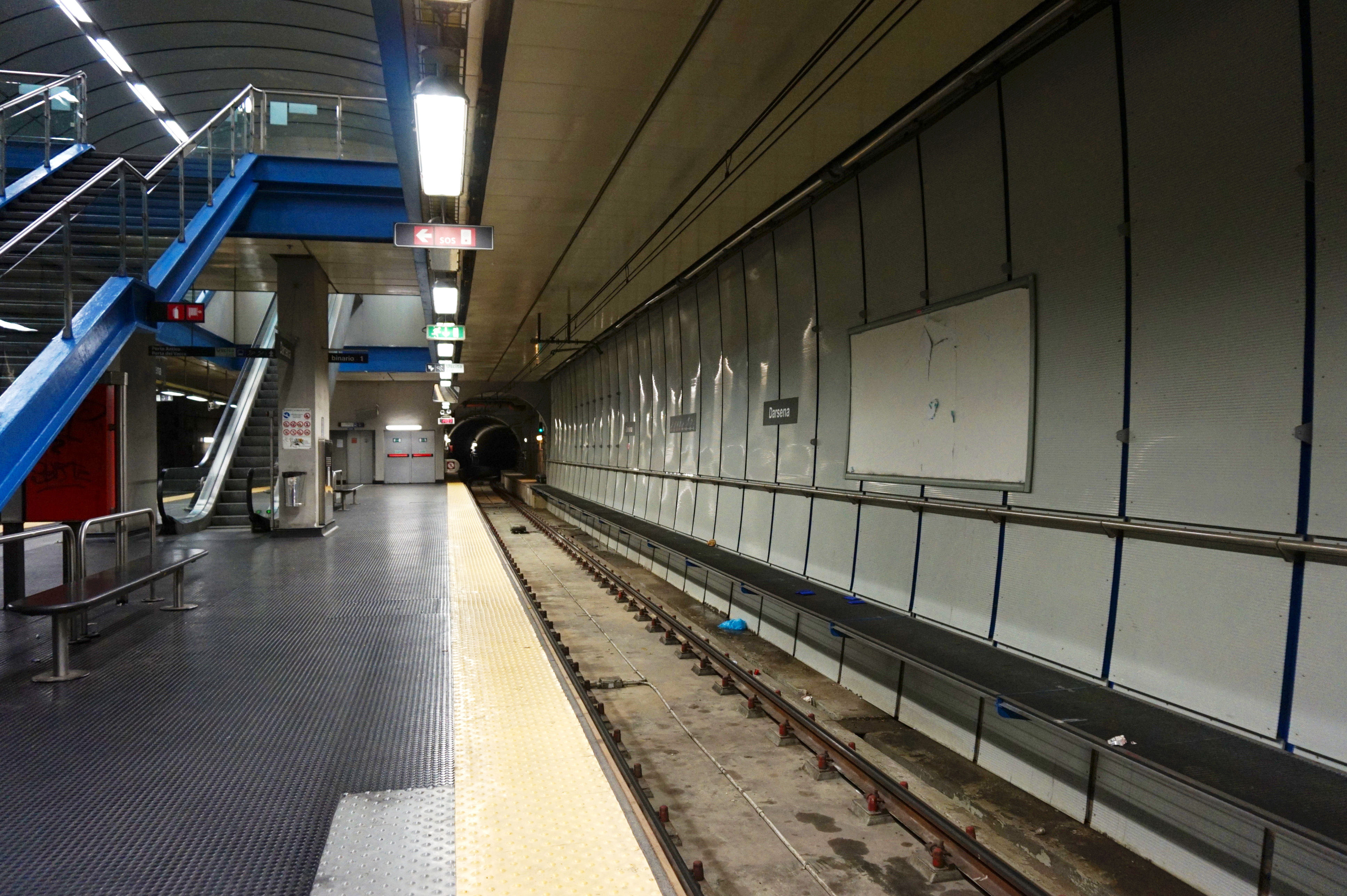
Станція «Darsena»
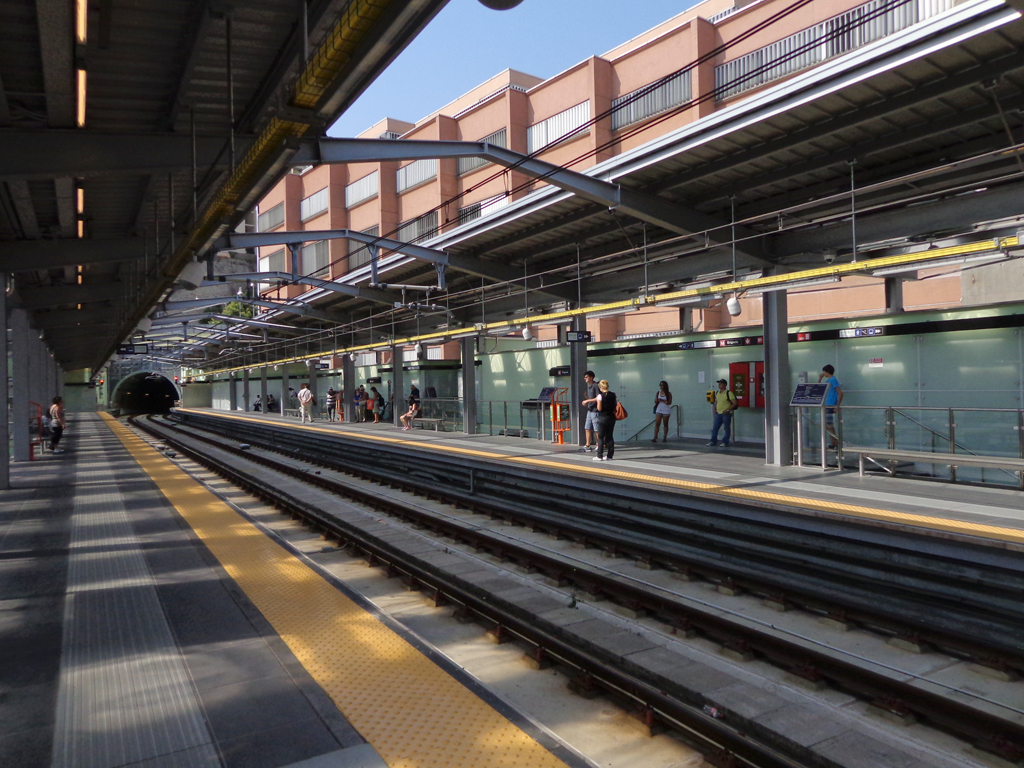
Берегові платформи на станції «Brignole»
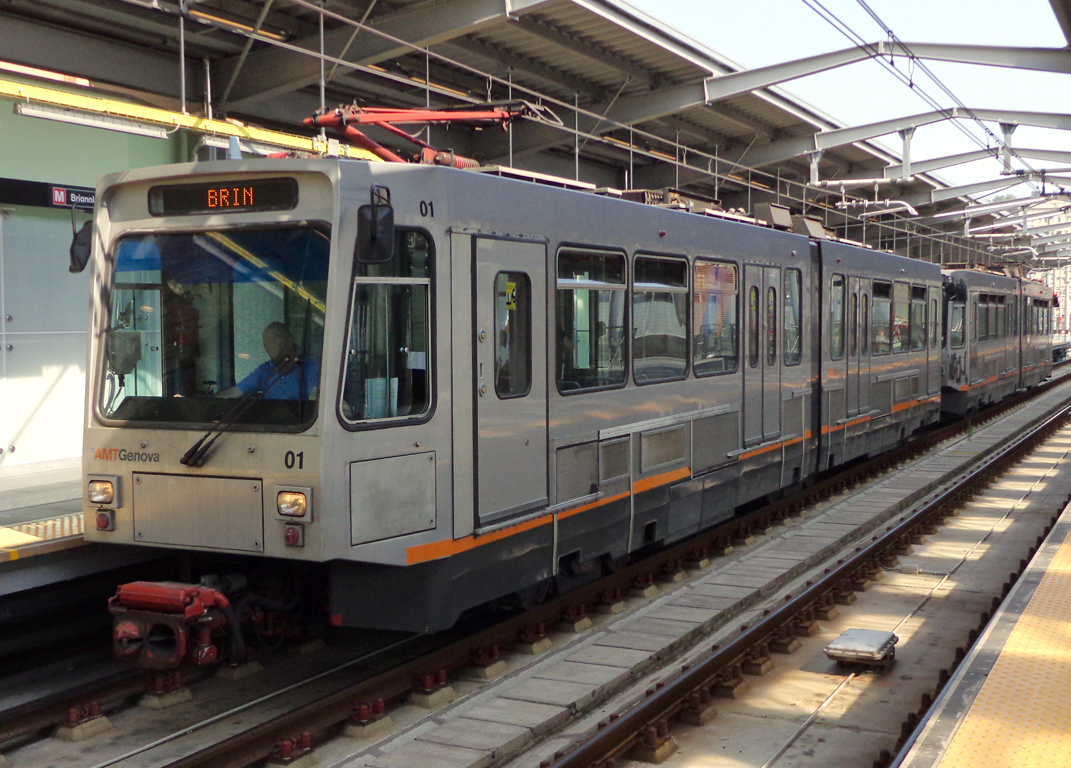
Потяг на станції «Brignole»
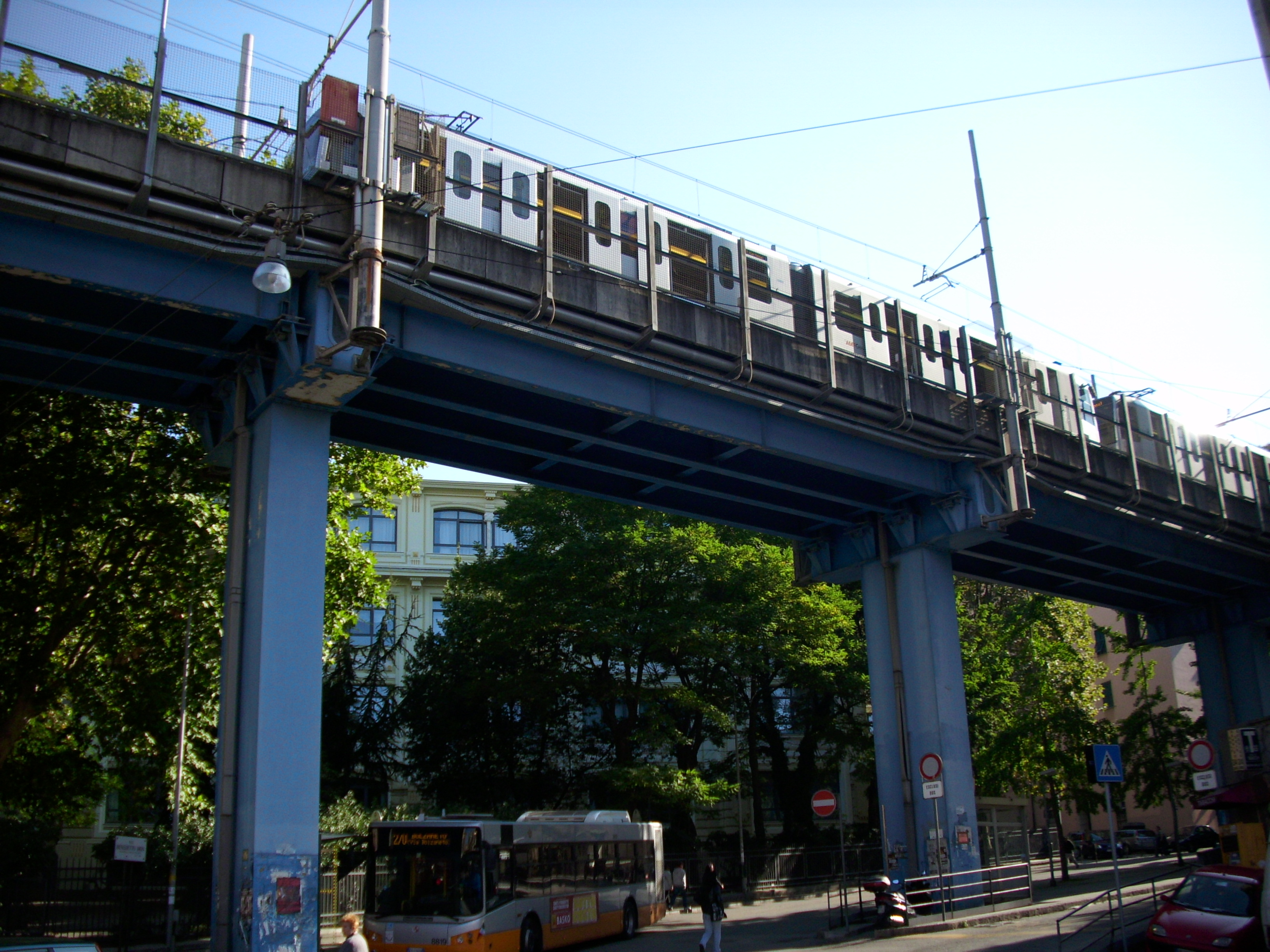
Потяг на естакаді біля станції «Brin»